# Opuka
Opuka je usazená hornina, prachovitý druh slínovce. Opuka vznikala z nejjemnějších částic usazených na mořském dně. Tvoří ji jílovité a prachovité částice, vápencové složky a jehlice mořských hub mikroskopických rozměrů (tzv. spongie). Množství jehlic určuje pevnost a trvanlivost opuky. Kromě jehlic jsou časté i zbytky dírkonošců. Běžnou minerální příměsí je glaukonit. Opuka má bělavou až pískově žlutošedou barvu.
V Evropě je označení opuka (z dnešního hlediska geologicky nepřesné[zdroj?]) rozšířené stejně, jako bylo používání opuky coby lehce opracovatelného stavebního kamene – opuka (česky, slovensky), opoka (polsky, litavsky), gaize (francouzsky), Pläner (německy).

## Použití

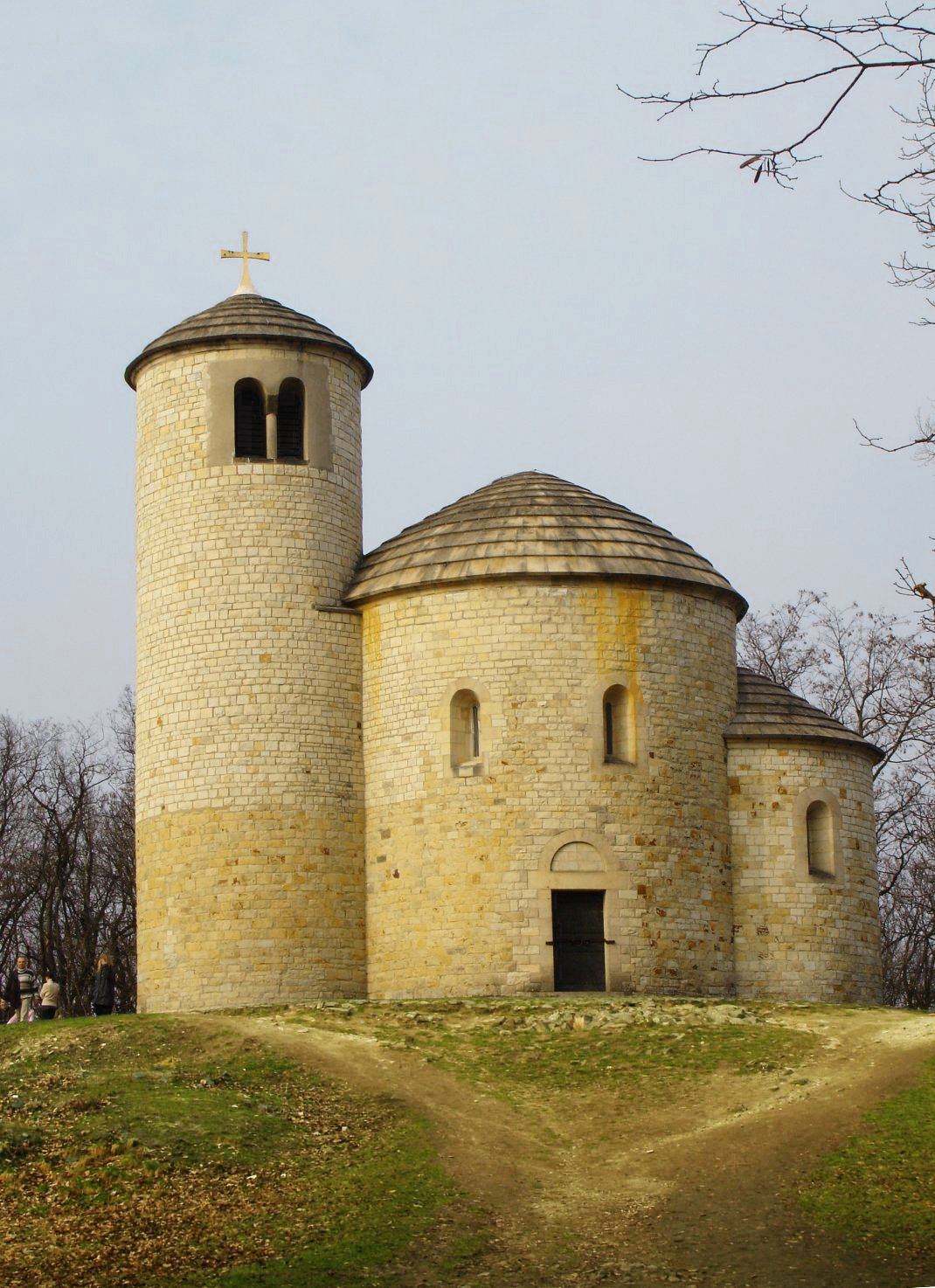
Opuková rotunda sv. Jiří na Řípu

V románském slohu byla opuka významným stavebním materiálem. Jako stavební materiál byly opuky používány převážně ve stavbách románského slohu. Přítomnost jehlic houbiček zvyšuje kvalitu kamene pro technické účely, zejména jeho pevnost. Protože se opuka snadno opracovává, může sloužit i v kamenosochařství. Při nízkém obsahu křemičitých jehlic a vysokém obsahu vápnité složky se někdy opuka využívala pro výrobu vápna a cementu.
Zlatavě zbarvená pražská opuka, těžená v lomech na Bílé Hoře a v Přední Kopanině, si krátce po vylomení uchovává vlhkost a měkkost a umožňuje velmi detailní zpracování řezbářskými nástroji. Byla proto hojně využívána jako sochařský materiál v období gotiky a jsou z ní zhotoveny některé sochy krásného slohu (Sv. Petr ze Slivice, Krumlovská madona, Plzeňská madona)

## Zajímavosti
Podle světlé opuky (a jí příbuzných hornin) jsou někdy pojmenována také některá místa:
- Bílá hora, známé pražské návrší, kde byla 8. listopadu 1620 svedena důležitá bitva
- Bílé stráně, název národní přírodní památky u Litoměřic nad údolím Pokratického potoka
- Bílá hůra neboli Bělice, starší názvy kopce Přerovská hůra

## Některé opukové stavby
- Hladová zeď
- Rotunda svatého Martina na Vyšehradě
- Rotunda svatého Jiří (Říp)
- Bazilika svatého Jiří na Pražském hradě